# Edward Albee
Edward Franklin Albee III (Washington, Estados Unidos, 12 de marzo de 1928-Montauk, condado de Suffolk, Nueva York, Estados Unidos, 16 de septiembre de 2016) fue un dramaturgo y filántropoestadounidense. Introdujo en gran parte de su país las nuevas tendencias dramáticas europeas de la segunda mitad del siglo XX.
Su obra cumbre y más conocida es Who's Afraid of Virginia Woolf? (1962), obra de gran éxito en los escenarios internacionales que alcanzó popularidad gracias a su adaptación al cine en 1966. También se destacan sus obras The Zoo Story / Historia del zoo (1958), The Sandbox (1959) y una versión de la obra musical que había fracasado sobre la obra de Capote Breakfast at Tiffany's (1966). Sus obras son consideradas profundas y a menudo presentan un examen crítico de la condición moderna.[cita requerida] Sus primeras obras presentan un dominio y americanización del teatro del absurdo que tuvo su apogeo en las obras de escritores europeos tales como Jean Genet, Samuel Beckett, y Eugène Ionesco. Dramaturgos estadounidenses modernos como Paula Vogel, le dan crédito a la mezcla que hace Albee de teatralidad y diálogo punzante para ayudar a reinventar el teatro de Estados Unidos de posguerra hacia comienzos de la década de 1960.
Recibió tres veces el premio Pulitzer de teatro por A Delicate Balance (1967), Seascape (1975) y Three Tall Women (1994).

## Obra
- Historia del zoo (The Zoo Story) (1958)
- The Death of Bessie Smith (1959)
- La caja de arena (The Sandbox) (1959)
- Fam and Yam (1959)
- El pipue American Dream (1960)
- ¿Quién teme a Virginia Woolf? (Who's Afraid of Virginia Woolf?) (1961–1962)
- The Ballad of the Sad Cafe (1963)
- Tiny Alice (1964)
- Malcolm (1965)
- Un delicado equilibrio (A Delicate Balance)(1966)
- Breakfast at Tiffany's (musical, adaptación de la novela de Truman Capote) (1966)
- Everything in the Garden (1967)
- Box and Quotations from Chairman Mao Tse-Tung (1968)
- All Over (1971)
- Seascape (1974)
- Listening (1975)
- Counting the Ways (1976)
- The Lady From Dubuque (1977–1979)
- Lolita (adaptación de la novela de Vladimir Nabokov) (1981)
- The Man Who Had Three Arms (1981)
- Finding the Sun (1983)
- Marriage Play (1986–1987)
- Tres mujeres altas (Three Tall Women) (1990–1991)
- The Lorca Play (1992)
- Fragments (1993)
- The Play About the Baby (1996)
- Occupant (2001)
- La cabra o ¿quién es Sylvia?  (The Goat or Who is Sylvia?) (2002)
- Knock! Knock! Who's There!? (2003)
- Peter & Jerry retitled in 2009 as At Home at the Zoo (Act One: Homelife. Act Two: The Zoo Story) (2004)
- Me Myself and I (2007)
- At Home At The Zoo (2009)

### Ensayos
- Stretching My Mind: Essays 1960–2005, Avalon Publishing, 2005. ISBN 9780786716210

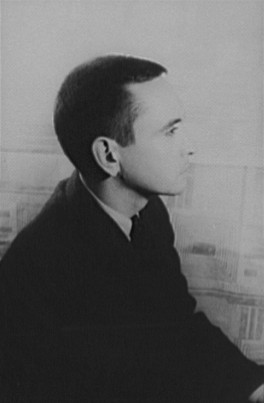
Edward Albee (foto de Carl Van Vechten, 1961)

## Filantropía
Albee creó la Edward F. Albee Foundation, Inc. en 1967, a partir de las regalías de su obra Who's Afraid of Virginia Woolf?. Esta fundación creó el William Flanagan Memorial Creative Persons Center (nombrado así en memoria del compositor William Flanagan y conocido luego como "El Granero") en Montauk, Nueva York, como una residencia para escritores y artistas visuales.
El objetivo de la fundación es "servir a escritores y artistas visuales de todos los ámbitos, ofreciéndoles tiempo y espacio para poder trabajar sin interrupciones."

## Vida personal
Edward Albee era homosexual, algo que él aseguró saber desde que tenía doce años y medio. Vivió con su pareja, el escultor Jonathan Thomas, desde 1971 hasta el fallecimiento de él por cáncer, el 2 de mayo de 2005.